# دیامز
وی در نیکوزیای قبرس، از مادری فرانسوی و پدری یونانی به دنیا آمد. در سال 1984، به همراه خانواده اش به اسون در حومه پاریس مهاجرت کرد. از هفت سالگی به خاطر طلاق پدر و مادرش، تنها زندگی کرد و تا پانزده سالگی در یتیم خانه زندگی کرد. او رپر محبوبی در فرانسه شده ولی شهرت هم نتوانست اورا از ان سردر گمی و پوچی نجات دهد او چند بار اقدام خود کشی کرد ولی در حالی که به دنبال راه نجات بود با اسلام اشنا شد و روزنه امید و روشنایی را در دین اسلام پیدا کرد
در دسامبر سال ۲۰۰۸ در طی سفری به جزیره موریس با ورود به یک مسجد با اسلام آشنا شده و به آن گروید.
او می‌گوید به اسلام اعتقاد کامل دارد زیرا این اسلام بوده که شادی را به زندگی‌اش بخشیده.